# Victoria (gmina w okręgu Jassy)
Victoria – gmina w Rumunii, w okręgu Jassy. Obejmuje miejscowości Frăsuleni, Icușeni, Luceni, Sculeni, Stânca, Șendreni i Victoria. W 2011 roku liczyła 4282 mieszkańców.